# 索承學
索承學（1470年—？），字遜夫，號桐岡，直隸淮安府邳州人，軍籍，明朝政治人物。

## 生平
弘治十四年（1501年）辛酉科應天府鄉試第四十五名舉人。弘治十八年（1505年）中式乙丑科會試第一百九十三名，三甲第一百四十七名進士。官户部郎中。

## 著作
有《桐冈集》。

## 家族
曾祖索堅；祖父索靖，教諭；父索逵，母魏氏。慈侍下。弟勤學、好學。